# الإصلاح الإملائي الألماني لعام 1996

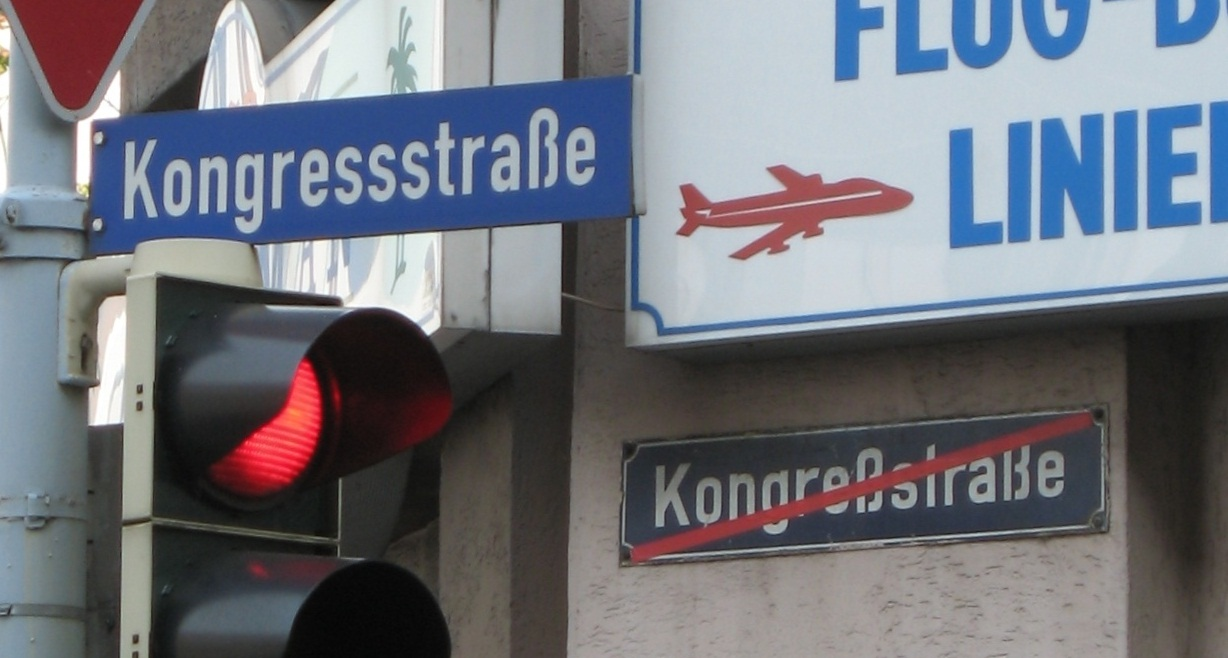

الإصلاح الإملائي الألماني لعام 1996 (Reform der deutschen Rechtschreibung von 1996 كان التغيير في الهجاء الألماني وعلامات الترقيم التي كانت تهدف إلى تبسيط الهجاء الألماني وبالتالي جعله أسهل في التعلم،  دون تغيير كبير في القواعد المألوفة لمستخدمي اللغة.
استند الإصلاح إلى اتفاق دولي تم توقيعه في فيينا في يوليو 1996 من قبل حكومات الدول الناطقة بالألمانية - ألمانيا والنمسا وليختنشتاين وسويسرا. لم تشارك لوكسمبورغ على الرغم من وجود اللغة الألمانية باعتبارها واحدة من لغاتها الرسمية الثلاث: فهي تعتبر نفسها «دولة غير ناطقة بالألمانية ألا تكون عاملاً مساهماً في نظام الإملاء الألماني»،  رغم أنها تبنت في النهاية إعادة تشكيل.